# Splijting (gesteente)

Verschillende vormen van splijting en hoe ze ontstaan. Een sedimentair gesteente (A) heeft van zichzelf een dominante splijting dankzij de sedimentaire gelaagdheid. Bij begraving en diagenese zal deze splijtingsrichting benadrukt worden (C). Bij zijwaarts gerichte compressiespanning zal een tweede splijtingsrichting ontwikkelen (B), die uiteindelijk dominant kan worden (D).

Een splijting of splijtingsrichting is een oriëntatie in gesteente waarlangs het zwakker is en daarom gemakkelijker breekt of loslaat. Splijtingen zijn meestal het gevolg van de textuur of van structuren in het gesteente, die zijn ontstaan door deformatie en metamorfose. Als het gesteente langs een splijtingsvlak breekt ontstaat een splijtbreuk.
Splijting is het best zichtbaar in laaggradig metamorf gesteente als leisteen, waarin fylosilicaten (meestal mica's) in een bepaalde voorkeursrichting zijn gegroeid als gevolg van spanning.
In hoeverre splijting ontwikkeld is hangt af van de spanning die op het gesteente stond en de chemische samenstelling van het gesteente (die bepaalt of en hoeveel fylosilicaten erin konden groeien). Bij een hogere metamorfe graad en hogere spanning zal de splijting tot een foliatie ontwikkelen.
Een foliatie kan ook de oorzaak van een splijtingsrichting zijn. Gelaagdheid in sedimentaire gesteente zorgt ervoor dat deze gesteenten langs de gesteentelagen afbreken. In metamorf gesteente kunnen ook andere splijtingsrichtingen aanwezig zijn, zoals langs een schistositeit in schisten.